# 吉川元 (政治学者)
吉川 元（きっかわ げん、1951年6月1日 - ）は、日本の政治学者。神戸大学名誉教授。専門は、国際関係論、ヨーロッパの安全保障。
神戸大学教授、上智大学教授、広島市立大学広島平和研究所長を歴任。元日本国際政治学会評議員。

## 人物
広島県広島市安佐北区出身。修道中学・高校を経て1976年上智大学外国語学部ロシア語学科卒業、1978年一橋大学大学院法学研究科修士課程修了、1980年トロント大学大学院博士課程単位取得、1982年一橋大学大学院法学研究科博士課程単位取得退学。指導教官は細谷千博。1995年、野林健、有賀貞、石井修の審査により、論文「国際安全保障と人権」で一橋大学より博士（法学）の学位を取得。
1982年広島修道大学法学部講師、1983年助教授、1986年トロント大学ロシア東欧研究センター客員研究員、1992年広島修道大学法学部教授、同年ロンドン・スクール・オブ・エコノミクス国際関係研究センター研究員、1998年神戸大学法学部教授、2000年神戸大学大学院法学研究科教授、2007年から上智大学外国語学部教授、2010年上智大学大学院グローバルスタディーズ研究科国際関係論専攻主任、2013年4月から2018年3月まで広島市立大学広島平和研究所所長・教授。日本国際政治学会評議員。
馬場伸也（大阪大学）のトランスナショナリズムに深く共鳴し、この視点に基づく研究も数多く公表。

## 著書

### 単著
- 『ソ連反体制運動の展開――ソ連人権問題の国際化』（広島修道大学総合研究所、1983年）
- 『ソ連ブロックの崩壊――国際主義、民族主義、そして人権』（有信堂高文社、1992年）
- 『ヨーロッパ安全保障協力会議(CSCE)――人権の国際化から民主化支援への発展過程の考察』（三嶺書房、1994年）
- 『国際安全保障論――戦争と平和、そして人間の安全保障の軌跡』（有斐閣、2007年）
- 『民族自決の果てに――マイノリティをめぐる国際安全保障』（有信堂高文社、2009年）
- 『国際平和とは何か――人間の安全を脅かす平和秩序の逆説』（中央公論新社、2015年）

### 編著
- 『予防外交』（三嶺書房、2000年）
- 『国際関係論を超えて――トランスナショナル関係論の新次元』（山川出版社、2003年）

### 共編著
- （山田浩）『なぜ核はなくならないのか――核兵器と国際関係』（法律文化社、2000年）
- （加藤普章）『マイノリティの国際政治学』（有信堂高文社、2000年）
- （加藤普章）『国際政治の行方――グローバル化とウェストファリア体制の変容』（ナカニシヤ出版、2004年）
- （中村覚）『中東の予防外交』（信山社, 2012年）
- （矢澤達宏）『世界の中のアフリカ――国家建設の歩みと国際社会』（上智大学出版、2013年）
- （首藤もと子・六鹿茂夫・望月康恵）『グローバル・ガヴァナンス論』（法律文化社、2014年）
- （水本和実）『「核なき世界」への視座と展望』（法律文化社, 2016年）

### 訳書
- ダニエル・P・モイニハン『パンダモニアム――国際政治のなかのエスニシティ』（三嶺書房、1996年）